# Селдовија Вилиџ (Аљаска)
Селдовија Вилиџ (енгл. Seldovia Village) насељено је место без административног статуса у америчкој савезној држави Аљаска.

## Демографија
По попису из 2010. године број становника је 165, што је 21 (14,6%) становника више него 2000. године.
| Група             | 2000.      | 2010.      |
| Белци             | 81 (56,3%) | 92 (55,8%) |
| Афроамериканци    | 0 (0,0%)   | 2 (1,2%)   |
| Азијати           | 1 (0,7%)   | 1 (0,6%)   |
| Хиспаноамериканци | 1 (0,7%)   | 4 (2,4%)   |
| Укупно            | 144        | 165        |